# Alma (kryptozoologia)
Ten artykuł dotyczy stworzenia, którego istnienia nie potwierdza współczesna zoologia.
Alma (almas, ałmas, ałmasti, albast, albasti, polskie źródła podają czasem nazwę „ałmys”), na Kaukazie znana jako Abnauaju – zwierzę rzekomo zamieszkujące tereny Mongolii i Syberii, choć niektóre relacje pochodzą nawet z Kaukazu. Obiekt badań kryptozoologów zaliczany do kryptyd lądowych, mongolski odpowiednik Yeti.
W ludowych opowieściach mongolskich alma to dziki człowiek lub plemię dzikich ludzi, rzadziej kobieta-demon. Według Mongołów alma zamieszkuje tereny Ałtaju, Pamiru i Tienszanu. Alma ma mieć czerwonawą, czerwonawobrązową, żółtawą, czarną lub ciemnobrązową sierść (której jednakże nie ma na rękach, twarzy, a w przypadku samic także na ich długich i dużych piersiach), wydłużoną głowę i wystającą szczękę, podobno mierzy ponad 1,5–1,8 metrów, waży do ok. 225 kg, jest dwunożna i często ma gęstą brodę. W latach 70. XX wieku Mongolska Akademia Nauk znalazła 16 osób z terenów ajmaku bajanolgijskiego, które rzekomo widziały almę.
Pierwsze wzmianki o tym stworzeniu pochodzą z XV wieku, kiedy to Johann Schiltberger, bawarski podróżnik opisał je tak:

W górach żyją dzicy ludzie, zupełnie różni od nas. Ich ciała pokryte są sierścią, tylko dłonie i twarze pozbawione tych włosów. Istoty te biegają po wzgórzach jak zwierzęta, żywiąc się liśćmi, trawą i wszystkim, co uda im się znaleźć w lesie.

Świadkowie dodają jeszcze, że alma ma większą trzewioczaszkę od mózgoczaszki, zaś ich ręce sięgają do kolan.

## Film
- „Almasty la derniere expedition” (Francja, 2008, 79 min) w reżyserii Jacques’a Mitscha – komedia podróżnicza o poszukiwaniach almy[7].